# Liste der Gemeinden im Bezirk Imst

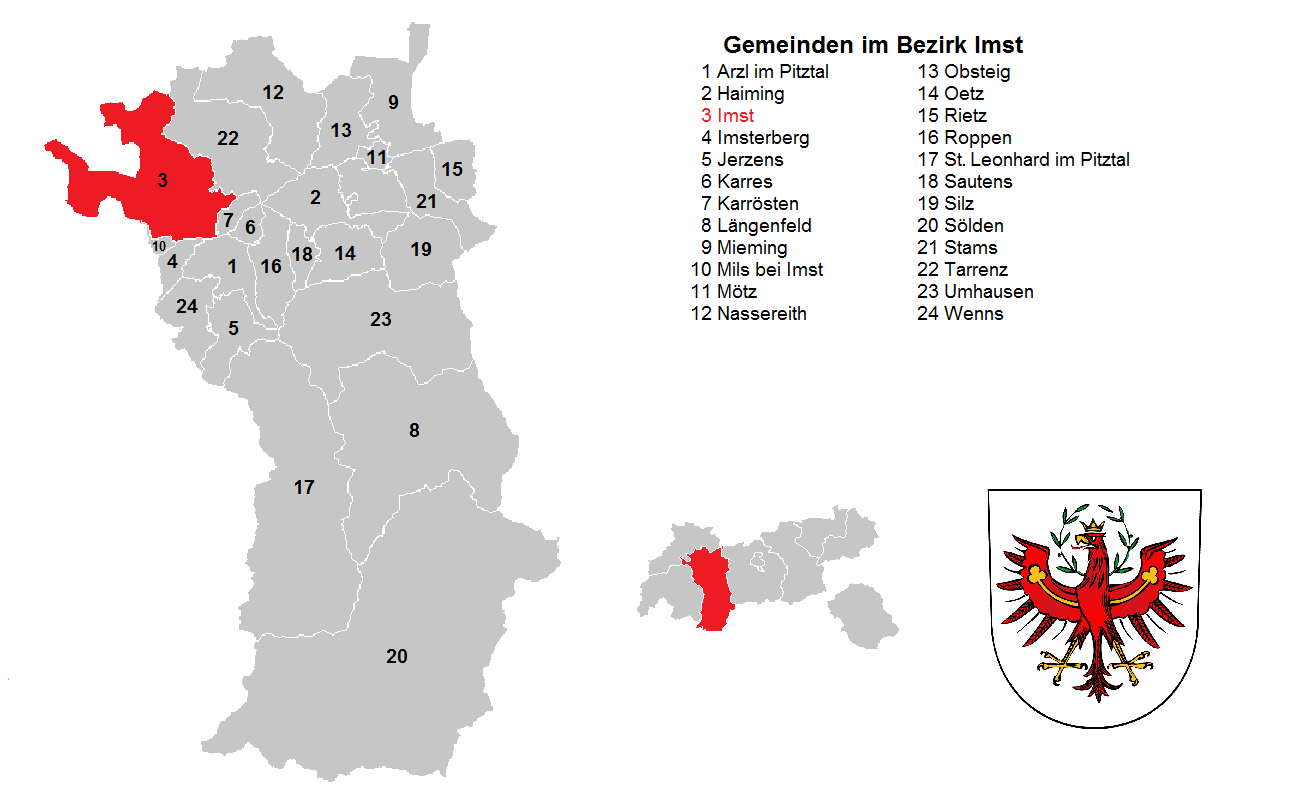
Die Gemeinden des Bezirks Imst

Diese Liste der Gemeinden im Bezirk Imst umfasst alle politischen Gemeinden des Tiroler Bezirks Imst. Der Bezirk Imst besteht aus insgesamt 24 Gemeinden, in denen 62.674 Personen (Stand aller Bevölkerungszahlen 1. Jänner 2024) ihren Hauptwohnsitz haben. Bezogen auf die Fläche des Bezirks mit 1.724,96 Quadratkilometern ergibt dies eine Bevölkerungsdichte von rund 36 Einwohnern pro Quadratkilometer.
Von den 24 Gemeinden des Bezirks hat nur die Bezirkshauptstadt Imst über das Stadtrecht. Es existieren keine Marktgemeinden. 

## Gemeinden im Bezirk Imst
Die angegebenen Gemeindenamen sind jeweils die offiziellen, von den Gemeinden geführten Gemeindebezeichnungen, wie sie per Landesgesetz festgelegt wurden.
Sowohl die in dieser Liste aufgeführten Einwohnerzahlen (EWZ) als auch die daraus errechnete Bevölkerungsdichte (EW/km²) beziehen sich auf Angaben der Statistik Austria mit Stand 1. Jänner 2024. Es handelt sich hierbei jeweils ausschließlich um gemeldete Hauptwohnsitze. Ebenso wurden die Zahlen über die Gemeindeflächen den Angaben der Statistik Austria entnommen, als Quelle für die Katastralgemeinden diente das Bundesamt für Eich- und Vermessungswesen (BEV).
| Gemeindename            | Wappen | Höhe    | EWZ    | Fläche     | EW/km² | Katastralgemeinden                                                         | Bild |
| ----------------------- | ------ | ------- | ------ | ---------- | ------ | -------------------------------------------------------------------------- | ---- |
| Arzl im Pitztal         |        | 880 m   | 3.160  | 29,37 km²  | 108    | Arzl im Pitztal, Blons, Hochasten, Leins, Ried, Timmls, Wald               |      |
| Haiming                 |        | 670 m   | 4.900  | 40,21 km²  | 122    | Brunau, Haiming, Haimingerberg, Ochsengarten, Ötztal-Bahnhof, Schlierenzau |      |
| Imst                    |        | 827 m   | 11.108 | 113,39 km² | 98     | Imst                                                                       |      |
| Imsterberg              |        | 879 m   | 826    | 10,86 km²  | 76     | Imsterberg                                                                 |      |
| Jerzens                 |        | 1.107 m | 904    | 30,43 km²  | 30     | Jerzens                                                                    |      |
| Karres                  |        | 830 m   | 633    | 7,52 km²   | 84     | Karres                                                                     |      |
| Karrösten               |        | 918 m   | 718    | 7,91 km²   | 91     | Karrösten                                                                  |      |
| Längenfeld              |        | 1.180 m | 4.927  | 195,84 km² | 25     | Längenfeld                                                                 |      |
| Mieming                 |        | 864 m   | 3.971  | 50,40 km²  | 79     | Barwies, Obermieming, See, Untermieming                                    |      |
| Mils bei Imst           |        | 743 m   | 657    | 3,49 km²   | 188    | Mils bei Imst                                                              |      |
| Mötz                    |        | 654 m   | 1.357  | 5,86 km²   | 232    | Mötz                                                                       |      |
| Nassereith              |        | 838 m   | 2.239  | 72,43 km²  | 31     | Nassereith                                                                 |      |
| Obsteig                 |        | 991 m   | 1.479  | 34,66 km²  | 43     | Obsteig                                                                    |      |
| Oetz                    |        | 812 m   | 2.382  | 29,19 km²  | 82     | Oetz                                                                       |      |
| Rietz                   |        | 665 m   | 2.515  | 19,57 km²  | 128    | Rietz                                                                      |      |
| Roppen                  |        | 724 m   | 1.951  | 30,87 km²  | 63     | Roppen                                                                     |      |
| St. Leonhard im Pitztal |        | 1.366 m | 1.442  | 223,53 km² | 6      | Plangeross, Sankt Leonhard im Pitztal, Zaunhof                             |      |
| Sautens                 |        | 812 m   | 1.603  | 11,61 km²  | 138    | Sautens                                                                    |      |
| Silz                    |        | 654 m   | 2.640  | 65,67 km²  | 40     | Kühtai, Silz                                                               |      |
| Sölden                  |        | 1368 m  | 3.110  | 466,89 km² | 7      | Gurgl, Heiligkreuz, Sölden, Vent, Zwieselstein                             |      |
| Stams                   |        | 672 m   | 1.608  | 33,56 km²  | 48     | Stams                                                                      |      |
| Tarrenz                 |        | 836 m   | 2.855  | 74,64 km²  | 38     | Dollinger, Obtarrenz, Strad, Tarrenz, Walchenbach                          |      |
| Umhausen                |        | 1.031 m | 3.514  | 137,42 km² | 26     | Farst, Köfels, Niederthai, Östen, Tumpen, Umhausen                         |      |
| Wenns                   |        | 982 m   | 2.175  | 29,65 km²  | 73     | Wenns                                                                      |      |